# プロバイノグナトゥス科

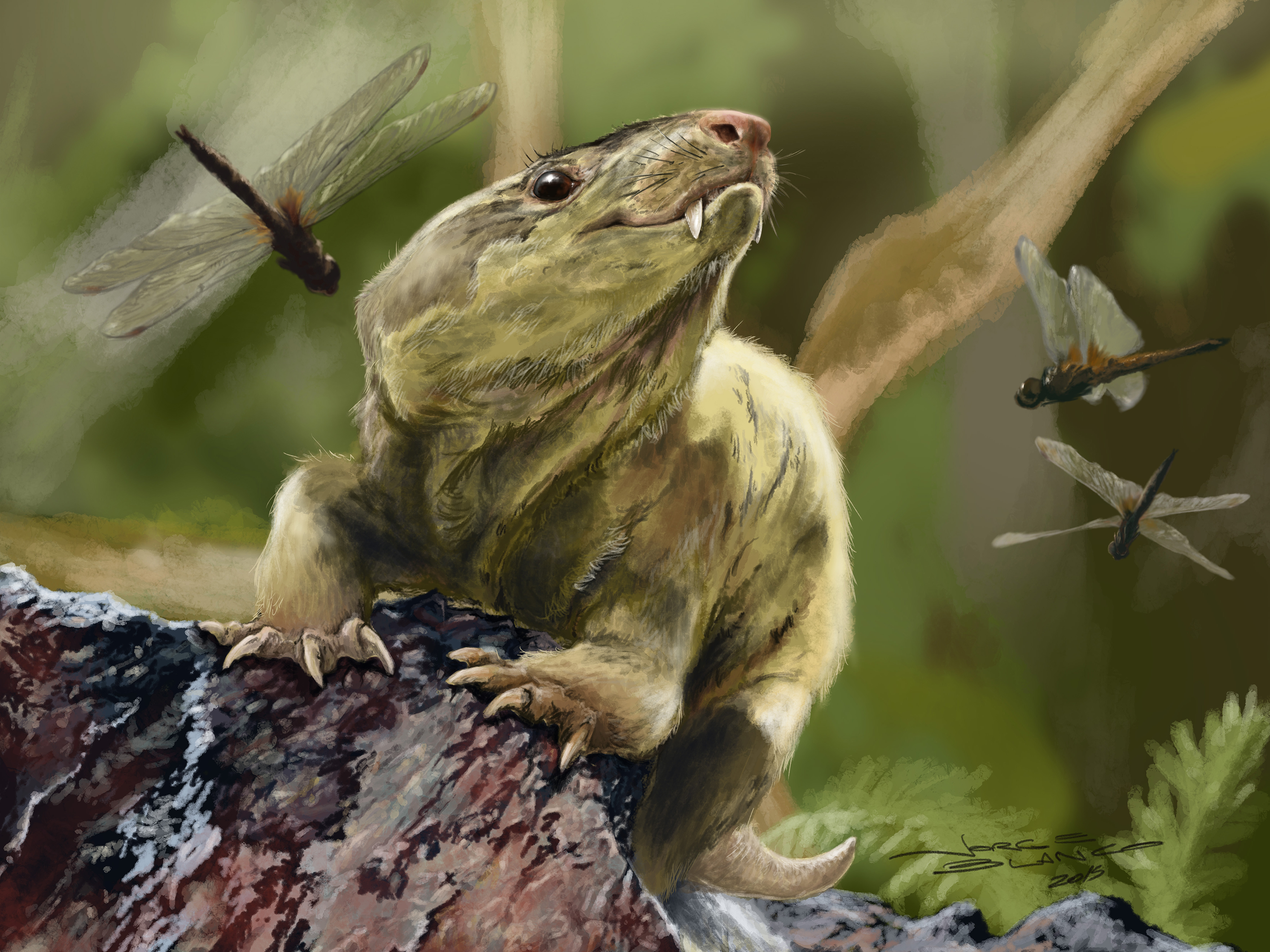
ボナキノドンの復元図

プロバイノグナトゥス科（プロバイノグナトゥスか、学名：Probainognathidae）は、後期三畳紀に生息した動物食性キノドン類の絶滅した科。南アメリカ大陸のボナキノドンとプロバイノグナトゥスが属し、ヨーロッパのレパギアも属する可能性がある。プロバイノグナトゥス科は1973年にアルフレッド・ローマーが設立した。当該分類群のメンバーは哺乳類を含むプロゾストロドン類の系統群に近縁である。
プロバイノグナトゥス科の属は全て小型動物であった。多数の標本から知られるプロバイノグナトゥスは体長約10センチメートルで、解剖学区的特徴は哺乳類に酷似する。レパギアの化石記録は歯に限られている。これらは後期三畳紀の動物食性キノドン類の歯列に最も類似する。